# Dora Curtisová

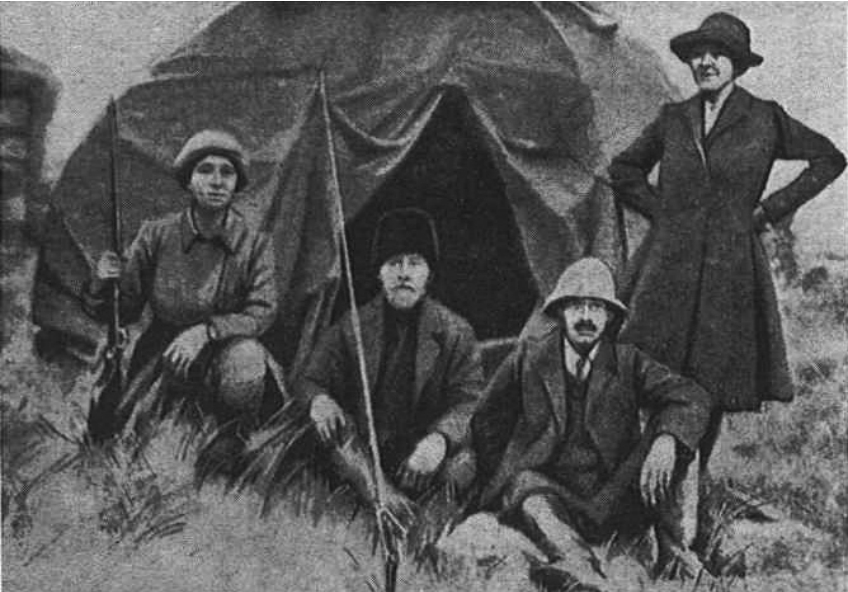
Oxford Expedition Siberia, Maud Haviland, Vasilij Korobeinikov, Henry Hall, Dora Curtisová, 1914

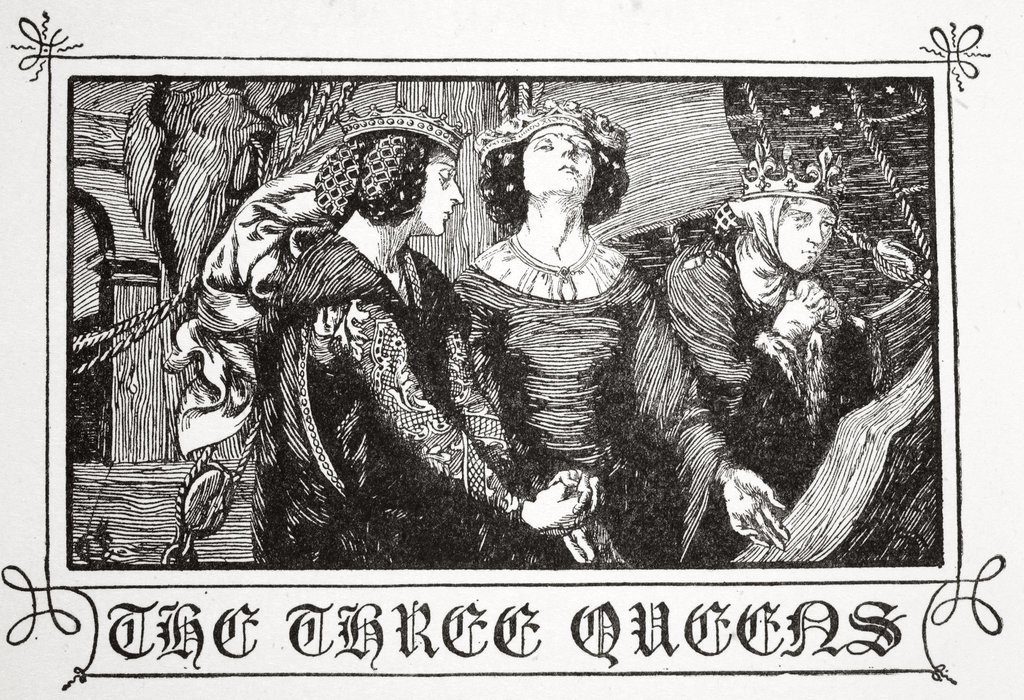
Tři královny

Dora Curtisová (nepřechýleně Dora Curtis; 1873 – 4. července 1920) byla britská fotografka a malířka, členka expedice z roku 1914 po řece Jenisej na Sibiři do Karského moře, kterou vedla polská antropoložka Maria Antonina Czaplicka.

## Životopis
V roce 1914 se spolu s antropoložkou Marií Czaplickou (1886–1921), ornitologem Maudem Doria Havelandem (1889-1941) a studentem antropologie na London School of Economics Henrym Usherem Hallem (1876-1944) zúčastnila expedice na Sibiř. Cestovala z Moskvy po Transsibiřské magistrále do Krasnojarsku a pak dolů po řece Jenisej do Karského Moře. Připravila fotografickou a výkresovou dokumentaci expedice. Pořídila několik desítek snímků. V obci Golčczycha, kde účastníci expedice trávili hodně času, Curtisová měřila a malovala místní obyvatele. Doprovázela ji Czaplicka i Hall, zatímco se Haviland v tundře vyhledával ptáky. Místní obyvatelé Sibiře říkali Curtisové píšící žena protože všude chodila s tužkou a obrázkovým albem. Během expedice plnila roli kuchařky a byla duší společnosti. Czaplická ji považovala za velmi užitečnou. Když výzkumnice onemocněla, Curtisová se o ni starala. Použila masáž, aby zmírnila bolesti, které Czaplickou trápily.
Na konci léta 1914, když se Curtisová dozvěděla o vypuknutí 1. světové války, se ona a Haviland rozhodli vrátit do Evropy. Jiné studie uvádějí, že rozhodnutí o návratu Curtisové do Velké Británie učinila Czaplicka.
Její dopisy jsou zdrojem informací o výpravě na Sibiř a díle Marie Czaplické.
Zemřela při nehodě při plavání v Las Palmas dne 4. července 1920.

## Umělecké dílo
Ilustrovala několik knih, například:
- Jean Baptiste; a Story of French Canada (Jean Baptiste; Příběh francouzské Kanady, frontispis)[11]
- Stories from King Arthur and his Round Table (Příběhy krále Artuše a jeho kulatého stolu)[12]
- Tales for Children from Many Lands (Pohádky pro děti z mnoha zemí). Londýn: J. M. Dent and Sons; New York: E. P. Dutton and Co., 1913.
- Jackanapes: And Other Stories od Juliany Horatia Ewingové[13]